# Сорока (Конотопський район)
Соро́ка — село в Україні, в Конотопському районі Сумської області. Населення становить 73 осіб. До 2020 орган місцевого самоврядування — Вознесенська сільська рада.

## Географія
Село Сорока розташоване на одній із приток річки Терн, нижче за течією на відстані 2 км розташоване село Вознесенка, на протилежному березі — село Чернеча Слобода. На відстані 1 км розташоване село Коренівка.
Річка у цьому місці дуже заболочена.

## Історія
- Село постраждало внаслідок геноциду українського народу, проведеного урядом СССР 1932–1933 та 1946–1947 роках.
- 12 червня 2020 року, відповідно до розпорядження Кабінету Міністрів України № 723-р «Про визначення адміністративних центрів та затвердження територій територіальних громад Сумської області», село увійшло до складу Буринської міської громади[1].
- 19 липня 2020 року, в результаті адміністративно-територіальної реформи та ліквідації Буринського району, увійшло до складу новоутвореного Конотопського району[2].
- Уродженцем Сороки є Петренко Микола Іванович, 1.10.1958 року народження, заслужений юрист Чуваської Республіки Росії, професор, завідувач кафедри Чебоксарського кооперативного інституту[en], проживає у м.Чебоксари, РФ[3].